# Aporia agathon
Aporia agathon is een vlindersoort uit de familie van de Pieridae (witjes), onderfamilie Pierinae.
Aporia agathon werd in 1831 beschreven door Gray.